# ドイツ西アフリカ会社

ドイツ西アフリカ会社（DWAG）の旗

ドイツ西アフリカ会社（ドイツ語: Deutsch-Westafrikanische Gesellschaft / Compagnie、略称：DWAG）は、1885年に設立されたドイツの勅許会社である。ドイツ領西アフリカの2つの保護領（トーゴとカメルーン）を開発したが、ドイツ東アフリカ会社とは異なり、実際にはそれらを統治していなかった。

## 歴史
ドイツ西アフリカ会社は、ハンブルクに本社を置く勅許会社として設立された。同社はカメルーンとトーゴラントの両方で活動していた。しかし、何年にもわたってほとんど利益が出ず、結局1903年11月13日にドイツ帝国に吸収された。

## カメルーン
現代のカメルーンにあたる地域。

## トーゴ
現代のトーゴとガーナの一部にあたる地域。